# Galería Nacional de Tailandia
La Galería Nacional de Tailandia (en tailandés: พิพิธภัณฑสถานแห่งชาติ หอศิลป) es una galería de arte y uno de los museos nacionales de Tailandia.

## Localización
Está ubicado en Chao Fa Road, en el histórico distrito Phra Nakhon de Bangkok y ocupa el edificio de la antigua Real Casa de la Moneda de Tailandia. Las colecciones de la galería abarcan desde arte tradicional tailandés hasta retratos de influencia occidental del siglo XIX, además de obras modernas y contemporáneas.

## Historia
El edificio que alberga la Galería fue construido en 1902 como sede de la Real Casa de la Moneda. Fue diseñado en estilo neopalladiano por el arquitecto italiano Carlo Allegri. La Casa de la Moneda empleaba maquinaria europea importada y funcionó hasta 1968.
El 19 de abril de 1974, el Departamento del Tesoro y el Ministerio de Finanzas donó el antiguo edificio al Departamento de Bellas Artes de Tailandia para que lo convirtiera en la Galería Nacional. La inauguración tuvo lugar el 8 de agosto de 1977, unos días antes de la celebración del cumpleaños de la reina Sirikit, el 12 de agosto.